# 沃洛什科韋 (伊林齊區)
49°1′5″N 29°30′51″E / 49.01806°N 29.51417°E
沃洛什科韋（烏克蘭語：Волошкове），是烏克蘭西南部的村落，隸屬文尼察州的海辛區。該村始建於1989年，面積0.19平方公里，海拔高度232米，2001年人口138，人口密度每平方公里726.32人。